# Maricola
Las marícolas (Maricola) es un suborden de tricládidos que incluyen especies que habitan principalmente ambientes de agua salada. Sin embargo, también se conocen algunas especies de agua dulce o salobre.

## Taxonomía y filogenia

### Historia
El grupo Maricola fue propuesto por primera vez por Hallez en 1892. Reconoció tres familias: Otoplanida, Procerodida y Bdellourida. Dos años más tarde, en 1884, Hallez renombró a estas familias como Otoplanidae, Procerodidae y Bdellouridae. En 1906 Böhmig clasificó a Maricola en dos familias y cinco subfamilias: Procerodidae (Euprocerodinae, Cercyrinae, Micropharynginae) y Bdellouridae (Uteriporinae, Eubdellourinae). En 1909 Wilhelmi escribió una monografía sobre el grupo en la que se describieron cinco familias: Procerodidae, Uteriporidae, Cercyridae, Bdellouridae, Micropharyngidae. Von Graff usó la misma clasificación en 1916. En 1989, Sluys reconoció a las seis familias actuales en base al análisis filogenético de todo el grupo.

### Clasificación
Clasificación taxonómica de los tricládidos según un estudio de Sluys y colaboradores del 2009:
- Orden Tricladida
  - Suborden Maricola
    - Superfamilia Cercyroidea
      - Familia Centrovarioplanidae
      - Familia Cercyridae
      - Familia Meixnerididae

    - Superfamilia Bdellouroidea
      - Familia Uteriporidae
      - Familia Bdellouridae

    - Superfamilia Procerodoidea
      - Familia Procerodidae

  - Suborden Cavernicola
    - Familia Dimarcusidae

  - Suborden Continenticola
    - Superfamilia Planarioidea
      - Familia Planariidae
      - Familia Dendrocoelidae
      - Familia Kenkiidae

    - Superfamilia Geoplanoidea
      - Familia Dugesiidae
      - Familia Geoplanidae

### Filogenia
Superarbol filogenético que incluye todos los grandes grupos conocidos de tricládidos, realizado basándose en diversos estudios publicados, Sluys y colaboradores (2009):

|  | Planariidae                                                  |
|  |                                                              |
|  | \| \| Kenkiidae \| \| \| \| \| \| Dendrocoelidae \| \| \| \| |
|  |                                                              |
|  | Kenkiidae                                                    |
|  |                                                              |
|  | Dendrocoelidae                                               |
|  |                                                              |

|  | Kenkiidae      |
|  |                |
|  | Dendrocoelidae |
|  |                |

|  | Dugesiidae  |
|  |             |
|  | Geoplanidae |
|  |             |

|  | Planariidae                                                  |
|  |                                                              |
|  | \| \| Kenkiidae \| \| \| \| \| \| Dendrocoelidae \| \| \| \| |
|  |                                                              |
|  | Kenkiidae                                                    |
|  |                                                              |
|  | Dendrocoelidae                                               |
|  |                                                              |

|  | Kenkiidae      |
|  |                |
|  | Dendrocoelidae |
|  |                |

|  | Dugesiidae  |
|  |             |
|  | Geoplanidae |
|  |             |

|  | Planariidae                                                  |
|  |                                                              |
|  | \| \| Kenkiidae \| \| \| \| \| \| Dendrocoelidae \| \| \| \| |
|  |                                                              |
|  | Kenkiidae                                                    |
|  |                                                              |
|  | Dendrocoelidae                                               |
|  |                                                              |

|  | Kenkiidae      |
|  |                |
|  | Dendrocoelidae |
|  |                |

|  | Dugesiidae  |
|  |             |
|  | Geoplanidae |
|  |             |

|  | Planariidae                                                  |
|  |                                                              |
|  | \| \| Kenkiidae \| \| \| \| \| \| Dendrocoelidae \| \| \| \| |
|  |                                                              |
|  | Kenkiidae                                                    |
|  |                                                              |
|  | Dendrocoelidae                                               |
|  |                                                              |

|  | Kenkiidae      |
|  |                |
|  | Dendrocoelidae |
|  |                |

|  | Dugesiidae  |
|  |             |
|  | Geoplanidae |
|  |             |

|  | Planariidae                                                  |
|  |                                                              |
|  | \| \| Kenkiidae \| \| \| \| \| \| Dendrocoelidae \| \| \| \| |
|  |                                                              |
|  | Kenkiidae                                                    |
|  |                                                              |
|  | Dendrocoelidae                                               |
|  |                                                              |

|  | Kenkiidae      |
|  |                |
|  | Dendrocoelidae |
|  |                |

|  | Dugesiidae  |
|  |             |
|  | Geoplanidae |
|  |             |

|  | Planariidae                                                  |
|  |                                                              |
|  | \| \| Kenkiidae \| \| \| \| \| \| Dendrocoelidae \| \| \| \| |
|  |                                                              |
|  | Kenkiidae                                                    |
|  |                                                              |
|  | Dendrocoelidae                                               |
|  |                                                              |

|  | Kenkiidae      |
|  |                |
|  | Dendrocoelidae |
|  |                |

|  | Dugesiidae  |
|  |             |
|  | Geoplanidae |
|  |             |

|  | Planariidae                                                  |
|  |                                                              |
|  | \| \| Kenkiidae \| \| \| \| \| \| Dendrocoelidae \| \| \| \| |
|  |                                                              |
|  | Kenkiidae                                                    |
|  |                                                              |
|  | Dendrocoelidae                                               |
|  |                                                              |

|  | Kenkiidae      |
|  |                |
|  | Dendrocoelidae |
|  |                |

|  | Dugesiidae  |
|  |             |
|  | Geoplanidae |
|  |             |

|  | Planariidae                                                  |
|  |                                                              |
|  | \| \| Kenkiidae \| \| \| \| \| \| Dendrocoelidae \| \| \| \| |
|  |                                                              |
|  | Kenkiidae                                                    |
|  |                                                              |
|  | Dendrocoelidae                                               |
|  |                                                              |

|  | Kenkiidae      |
|  |                |
|  | Dendrocoelidae |
|  |                |

|  | Dugesiidae  |
|  |             |
|  | Geoplanidae |
|  |             |